# Punta Potrero
La Punta Potrero (en inglés: Potrero Point) es donde se ubican las instalaciones industriales más antiguas e importantes en el oeste de Estados Unidos, en la extensión oriental de la Colina potrero de San Francisco, una masa de tierra natural que se extiende hasta la bahía de San Francisco al sur de la Bahía Mission. Punta Potrero, en Potrero Hill, se modificó sistemáticamente y fue cortada, sus acantilados serpenteantes fueron eliminados. En las obras se obtuvieron dos millas cuadradas de piedra para relleno y cientos de hectáreas de tierra plana industrial.